# Gaveøkonomi
Gaveøkonomi betegner en social struktur, hvor udveksling af varer og tjenesteydelser almindeligvis foregår ved hjælp af gaver, altså uden en udtrykkelig aftale om "noget for noget". Dens direkte modsætning er byttehandel eller markedsøkonomi.
I mange kulturer er det at give gaver en vigtig begivenhed og det er næsten altid sådan, at det er giveren, der får den sociale prestige, som er forbundet med at give gaven.
En gave havde oprindelig et indhold, der drejede sig om overførsel af anerkendelse og ære. Der kan man finde masser af eksempler på i de nordiske sagaer, men det ses også i bedste velgående, når folk giver "en omgang". Det bliver taget meget ilde op, hvis nogen vil betale sig ud af den æresgæld, gaven pålægger dem. Derimod er løsningen, at man selv giver en omgang straks – eller senere.
| Økonomi | Spire Denne artikel om økonomi er en spire som bør udbygges. Du er velkommen til at hjælpe Wikipedia ved at udvide den. |